# Valenciennea strigata
Valenciennea strigata és una espècie de peix de la família dels gòbids i de l'ordre dels perciformes.

## Morfologia
- Els mascles poden assolir 18 cm de longitud total.[1][2]

## Reproducció
És monògam.

## Alimentació
Menja petits invertebrats bentònics, peixos i ous de peixos.

## Hàbitat
És un peix marí, de clima tropical (22 °C-28 °C) i associat als esculls de corall que viu entre 1-25 m de fondària.

## Distribució geogràfica
Es troba des de l'Àfrica oriental fins a les Tuamotu, les Illes Ryukyu, Sydney (Austràlia) i l'Illa de Lord Howe.

## Observacions
És inofensiu per als humans.